# Col·lisió
Una col·lisió és el contacte directe entre dos o més cossos, percebuda per una sobtada acceleració o desacceleració causada normalment per un impacte. La durada del contacte generalment és molt curta i en aquest moment es transmet la major quantitat d'energia entre els cossos.

## Mesura
Una col·lisió es sol mesurar amb un acceleròmetre, que descriu una col·lisió de pols, com una parcel·la d'acceleració en funció del temps. L'acceleració es pot mesurar en unitats de metre per segon al quadrat. Sovint, per conveniència, la magnitud d'una col·lisió es mesura com un múltiple de l'acceleració de la (gravetat), G, que té un valor de 9,80665 m/s² a nivell del mar. Així, una col·lisió de 20G és equivalent aproximadament a 196 m/s². una col·lisió pot ser caracteritzat per l'acceleració màxima, la durada i la forma del pols de col·lisió.

## Col·lisions
En una col·lisió hi intervenen dos objectes que exerceixen forces mútuament. Quan els objectes estan molt a prop entre si o entren en contacte, interaccionen fortament durant un breu interval de temps. Les forces d'aquest tipus reben el nom de forces impulsives i es caracteritzen per la seva acció intensa i breu. Un cas d'aquest tipus d'interacció, per exemple, és la col·lisió de dos carros que portin instal·lats para-xocs magnètics. Aquests interactuen fins i tot sense arribar a tocar-se, és el que es considera col·lisió sense contacte.
Les forces que s'exerceixen mútuament són iguals i de sentit contrari. Si el xoc és elàstic es conserven tant el moment lineal com l'energia cinètica del sistema, i no hi ha intercanvi de massa entre els cossos, que se separen després de la col·lisió. Si el xoc és inelàstic, l'energia cinètica no es conserva i, a conseqüència d'això, els cossos que col·lideixen poden sofrir deformacions i augment de la seva temperatura.
Segons la segona llei de Newton, la força és igual a la variació del moment lineal respecte al temps. Si la força resultant és zero, el moment lineal és constant. Aquesta és una llei general de la Física i es compleix tant si el xoc és elàstic com inelàstic. En el cas d'una col·lisió:
{\displaystyle {\vec {p}}=\sum _{i=1}m_{i}{\vec {v_{i}}}={\text{constant}}}
Això suposa, en el cas especial de la col·lisió, que el moment lineal {\displaystyle {\vec {p}}} abans de la interacció serà igual al moment lineal {\displaystyle {\vec {p}}'} posterior al xoc.
Per caracteritzar l'elasticitat d'una col·lisió entre dues masses es defineix un coeficient de restitució com:
{\displaystyle e=-{\frac {V_{2f}-V_{1f}}{V_{2i}-V_{1i}}}}
Aquest coeficient varia entre 0 i 1, sent 1 el valor per una col·lisió totalment elàstic i 0 el valor per un de totalment plàstic o inelàstic.

## Efectes de col·lisió
La mecànica de col·lisió té el potencial de malmetre, deformar, etc:
- Un cos fràgil es pot fracturar. Per exemple, dos copes de cristall poden trencar-se en cas de col·lidir una amb l'altra. Una cisalla en un motor està dissenyada per la fractura amb certa magnitud de col·lisió.
- Un objecte dúctil es pot doblegar per una commoció (deformar). Per exemple, una gerra de coure es pot corbar quan cau a terra.
- Alguns objectes no es malmeten per un únic xoc, però si es produeix fatiga en el material amb nombroses repeticions de col·lisions de baix nivell.
- Un efecte de col·lisió pot produir només danys menors, que poden no ser crítics pel seu ús. Tanmateix, danys menors acumulats de diversos efectes de col·lisions, eventualment provocaran la inutilitat de l'objecte.
- una col·lisió pot no produir dany aparent immediat, però podria reduir la vida útil del producte: la fiabilitat es redueix.
- Alguns materials com els explosius es poden detonar amb mecàniques de col·lisió o impacte.

## Consideracions
Quan les proves de laboratori, l'experiència sobre un terreny, o de l'enginyeria indiquen que un objecte pot ser malmès per una col·lisió, s'hauria de considerar tenir algunes precaucions:
- Reduir i controlar la font d'entrada de la col·lisió (origen).
- Modificar l'objecte per millorar la seva resistència o millorar el control de la col·lisió.
- Utilitzar amortidors o algun material que absorbeixi el cop (com materials molt deformables) a fi de controlar la transmissió de la col·lisió sobre l'objecte. Això redueix el pic d'acceleració i amplia la durada de la col·lisió.
- Pla de fracassos: Acceptar algunes pèrdues. Tenir sistemes redundants; utilitzar els més segurs; etc.